# Central Drugs Standard Control Organization
Die Central Drugs Standard Control Organisation (CDSCO) ist Indiens nationale Regulierungsbehörde für Arzneimittel und Medizinprodukte. Sie hat eine ähnliche Funktion wie die Europäische Arzneimittel-Agentur oder die Food and Drug Administration (FDA).

## Struktur
Innerhalb der CDSCO reguliert der Drugs Controller General of India (DCGI) pharmazeutische und medizinische Geräte und ist innerhalb des Ministeriums für Gesundheit und Familienwohlfahrt positioniert. Das DCGI wird durch das Drug Technical Advisory Board (DTAB) und das Drug Consultative Committee (DCC) beraten. Aufgeteilt in zonale Büros, führt jedes von ihnen Inspektionen vor und nach der Zulassung sowie Überwachung nach dem Inverkehrbringen und Rückrufe von Arzneimitteln durch. Hersteller, die mit der Behörde verhandeln, müssen einen autorisierten indischen Vertreter (AIR) benennen, der sie bei allen Geschäften mit der CDSCO in Indien vertritt.
Obwohl die CDSCO eine gute Erfolgsbilanz mit der Weltgesundheitsorganisation hat, wurde sie in der Vergangenheit auch beschuldigt, mit unabhängigen medizinischen Experten und pharmazeutischen Unternehmen kollaboriert zu haben. CDSCO plant ein internationales Büro in Peking, China zu eröffnen.

## Budget
In den Jahren 2021 und 2022 stand der Behörde ein Budget von 470 Millionen US-Dollar zu.